# Massenbachhausen
Massenbachhausen település Németországban, azon belül Baden-Württembergben. Lakosainak száma 3794 fő (2023. december 31.).

## Népesség
A település népessége az elmúlt években az alábbi módon változott:
| Lakosok száma | 2384 | 3487 | 3499 | 3583 | 3712 | 3794 |
|               | 1975 | 2017 | 2019 | 2021 | 2022 | 2023 |